# Lääneranna
Lääneranna (Estisch: Lääneranna vald; de naam betekent ‘Westerstrand’) is een gemeente in de Estlandse provincie Pärnumaa. De gemeente telde 5.092 inwoners op 1 januari 2023 en heeft een oppervlakte van 1.362,67 vierkante kilometer. Het bestuurscentrum is Lihula.
De gemeente is een fusiegemeente, die ontstond in oktober 2017, toen de gemeenten Lihula, Hanila, Koonga en Varbla werden samengevoegd. Lihula en Hanila verhuisden daarbij van de provincie Läänemaa naar de provincie Pärnumaa.
De gemeente grenst in het noorden aan de Baai van Matsalu (Estisch Matsalu laht). Het Nationaal Park Matsalu ligt gedeeltelijk in Lääneranna.

## Plaatsen
De gemeente telt:
- één plaats met de status van stad (Estisch: linn): Lihula;
- één plaats met de status van vlek (Estisch: alevik): Virtsu;
- 150 plaatsen met de status van dorp (Estisch: küla): Äila, Alaküla, Allika, Ännikse, Aruküla, Emmu, Esivere, Haapsi, Hälvati, Hanila, Helmküla, Hõbeda, Hõbesalu, Irta, Iska, Jänistvere, Järise, Järve, Jõeääre, Joonuse, Kadaka, Kalli, Kanamardi, Karinõmme, Käru, Karuba, Karuse, Kaseküla, Kause, Keemu, Kelu, Kibura, Kidise, Kiisamaa, Kilgi, Kinksi, Kirbla, Kirikuküla, Kiska, Kloostri, Kõera, Koeri, Kõima, Kokuta, Kõmsi, Koonga, Korju, Kuhu, Kuke, Kulli, Kunila, Kurese, Laulepa, Lautna, Linnuse, Liustemäe, Lõo, Lõpe, Maade, Mäense, Maikse, Mäliküla, Massu, Matsalu, Matsi, Meelva, Mereäärse, Metsküla, Mihkli, Mõisaküla, Mõisimaa, Mõtsu, Muriste, Naissoo, Nätsi, Nedrema, Nehatu, Nõmme, Nurme, Nurmsi, Õepa, Õhu, Oidrema, Paadrema, Paatsalu, Pagasi, Paimvere, Pajumaa, Palatu, Parasmaa, Parivere, Peanse, Peantse, Penijõe, Petaaluse, Piha, Piisu, Pikavere, Pivarootsi, Poanse, Rabavere, Rädi, Raespa, Raheste, Rame, Rannaküla, Rannu, Rauksi, Ridase, Rooglaiu, Rootsi, Rootsi-Aruküla, Rumba, Saare, Saastna, Salavere, Salevere, Saulepi, Seira, Seli, Selja, Sookalda, Sookatse, Soovälja, Tamba, Tamme, Täpsi, Tarva, Tiilima, Tõitse, Tõusi, Tuhu, Tuudi, Ullaste, Uluste, Ura, Urita, Vagivere, Vaiste, Valuste, Vanamõisa, Varbla, Vastaba, Vatla, Veltsa, Võhma, Võigaste, Võitra, Voose en Võrungi.

Stadsgemeente: Pärnu

Landgemeenten: Häädemeeste · Kihnu · Lääneranna · Põhja-Pärnumaa · Saarde · Tori